# Il Rinaldo
Il Rinaldo è un dramma per musica in 2 atti di Pëtr Alekseevič Skokov, su libretto di Carlo Sernicola, andato in scena a Napoli il 4 novembre 1788. Il soggetto dell'opera, ispirato ai canti XVII e XX della Gerusalemme liberata di Torquato Tasso, era stato trattato da Antonio Sacchini nel Renaud nel 1783.

## Le vicende storiche
L'opera fu rappresentata in prima assoluta («première») nel Real Teatro San Carlo di Napoli il giorno 4 novembre 1788, per l'onomastico di re Carlo III di Spagna.
Carlo Sernicola, figura di qualche rilievo sulla scena napoletana, noto soprattutto come autore di testi di drammi sacri (ma non solo), ed in particolare di Debora e Sisara, di Guglielmi, predispose una traduzione in italiano e una riduzione a due atti del testo francese di Jean Joseph Lebœuf.
Pëtr Alekseevič Skokov, giovane musicista russo venuto in Italia per una sorta di "tirocinio" artistico, elaborò probabilmente un adattamento del lavoro di Sacchini, reso indispensabile, fra l'altro, della diversa tipologia di esecutori disponibili nei teatri napoletani.
I personaggi corrispondono, pur ridotti nel numero, a quelli del Renaud di Sacchini, mentre non corrispondono le tipologie vocali, non fosse altro che per la partecipazione di due castrati, completamente assenti invece dalle scene francesi. I cantanti impegnati sono le star all'epoca in attività presso il San Carlo.
La partitura dell'opera si conserva nella Biblioteca del Conservatorio di S. Pietro a Majella di Napoli. Il libretto stampato riporta i seguenti dati salienti:
- Il Rinaldo, dramma per musica. [Da] rappresentarsi nel Real Teatro di S. Carlo nel dì 4 di novembre 1788. Per festeggiarsi i gloriosi nomi di sua Maestà Cattolica, della Maestà della nostra Regina e di S.A.R. il Principe di Asturias.[3] Dedicato alla Maestà di Ferdinando IV nostro amabilissimo Sovrano

In una nota manoscritta apposta su un'altra copia del libretto reperibile presso la biblioteca pubblica di San Pietroburgo, viene ricordato che per quel lavoro il musicista russo fu ricompensato dal dedicatario, il re di Napoli Ferdinando IV, al pari di un compositore di altissimo livello,.

## Soggetto
L'azione è ambientata in Terrasanta durante la Prima Crociata. La principessa di Damasco e maga, Armida, innamoratasi del crociato Rinaldo, era arrivata ad indurlo a contraccambiarla, grazie ad un incantesimo, e ad unirsi a lei. Tuttavia, due cavalieri compagni d'arme di Rinaldo, erano riusciti alla fine a rintracciarlo ed a rompere l'incantesimo: Rinaldo aveva quindi ripreso il proprio posto tra i guerrieri crociati ed Armida era rimasta abbandonata, in preda al furore e alla disperazione.

### Atto primo
Rinaldo si presenta al campo saraceno del re di Damasco e padre di Armida, Idraotte, per offrire la pace in cambio della rinuncia a Gerusalemme da parte dei musulmani. Idraotte e i suoi alleati paiono disposti ad accettare, quando la furibonda Armida irrompe in scena in groppa a un superbo destriero accusandoli di codardia e promettendo la sua mano a chi le porterà la testa fumante del traditore. Partito Rinaldo, i seguaci d'Idraotte fanno voto di ucciderlo.
Mentre Armida, sbollita la rabbia, si scopre ancora innamorata di Rinaldo, questi cade in un'imboscata di Adraste e degli altri guerrieri musulmani e viene salvato solo dal provvidenziale intervento della maga stessa, la quale taccia i suoi come assassini e traditori, e non vendicatori quali lei li aveva voluti. Rimasta sola con Rinaldo, gli rinnova le sue profferte di amore, ma il cavaliere crociato le respinge ancora, però solo in nome dell'onore, e alla fine i due si lasciano straziati con un duetto a chiusura dell'atto primo.

### Atto secondo
Armida, sola con Melissa, è in preda allo sconforto: inveisce contro Rinaldo, ma poi lo raccomanda ai numi dell'Averno. Quand'ecco che irrompe in scena Idraotte rimproverando la figlia per aver ceduto all'amore e le annuncia che Rinaldo sta facendo strage nel campo saraceno. Armida si affretta dunque ad evocare le potenze infernali che però non riescono ad entrare in campo perché trattenute da una misteriosa forza superiore. Idraotte si getta allora nella lotta rinnegando la figlia traditrice e proponendosi di uccidere Rinaldo o di morire lui stesso.
Armida è sola quando viene raggiunta da Adraste e Melissa che la chiamano al campo dove le armi crociate condotte da Rinaldo stanno imperversando. Armida si precipita, seguita da Adraste, ansioso a sua volta  di ricercare la gloria, ma in preda a pensieri di morte.
In un folto bosco Armida si aggira angosciata tra i resti della battaglia, alla ricerca del padre, quando Melissa le annuncia la sconfitta dei musulmani e la morte di Adraste: solo Idraotte ormai è rimasto ad arginare "l'inimico stuolo". Dopo aver eseguito una grande aria di disperazione, udendo i canti vittoriosi dei crociati, Armida decide di darsi la morte trafiggendosi. È però lo stesso Rinaldo a fermarla cercando invano di rassicurarla, finché non rientra in scena Idraotte medesimo che le comunica di dovere la vita proprio al crociato che gliela ha salvata mettendo a grave repentaglio la sua, esposta contemporaneamente ai colpi del re e dei guerrieri cristiani. Egli offre ora pertanto a Rinaldo il suo trono, ma il cavaliere cristiano lo rifiuta e chiede in cambio soltanto la mano di sua figlia.  D'incanto la scena si muta nella "Reg[g]ia de' piaceri" e l'opera si chiude in esultanza, tra i canti dei protagonisti.

## Personaggi e interpreti
| Ruolo                                                | Registro vocale    | Cast della prima, 4 novembre 1788  |
| ---------------------------------------------------- | ------------------ | ---------------------------------- |
| Rinaldo, amante di Armida                            | soprano castrato   | Girolamo Crescentini               |
| Armida, principessa di Damasco, e figlia di Idraotte | soprano            | Brigida Giorgi Banti               |
| Idraotte, re di Damasco                              | tenore             | Giacomo David                      |
| Adraste, Re indiano amante d'Armida                  | contralto castrato | Angelo Monanni, detto "Manzoletto" |
| Melissa, confidente d'Armide                         | soprano            | Lucia Celeste Trabalza             |

### Fontion-line
- [collegamento interrotto] nella Biblioteca del Conservatorio di S. Pietro a Majella
- Libretto originale presso il Museo internazionale e biblioteca della musica di Bologna
- Gherardo Casaglia, Almanacco, «Amadeusonline», editore Paragon s.r.l.